# Uwe Steinberg
Uwe Steinberg (* 22. Oktober 1942 in Breslau; † 8. April 1983 in Budapest) war ein deutscher Fotograf und Gründungsmitglied der Gruppe Jugendfoto Berlin.

## Leben
Steinberg war der Sohn des Schriftstellers Werner Steinberg und der Bruder des Fotografen Detlev Steinberg. Er besuchte bis zum Abitur 1961 die Erweiterte Oberschule. Nachdem er sich bis dahin autodidaktisch als Fotograf betätigt hatte, machte er von 1963 bis 1965 bei ADN-Zentralbild eine Ausbildung als Bildreporter und arbeitet ab 1965 als solcher vor allem bei der Neuen Berliner Illustrierten. Von 1965 bis 1969 absolvierte er ein Fernstudium an der Fachschule für Journalistik in Leipzig und von 1975 bis 1979 ein Fotografie-Fernstudium an der Hochschule für Grafik und Buchkunst Leipzig (1978: Fotografie bei Horst Thorau). Steinberg lebte in Berlin. Er war Mitglied im Verband Bildender Künstler der DDR.
Steinbergs Werk begreift Fotografie als eigenständiges künstlerisches Medium und ist thematisch und farblich vielseitig.
Am 4. April 1983 verunglückte Uwe Steinberg tödlich.

## Ausstellungen (unvollständig)

### Personalausstellungen
- Kulturpalast, Dresden 1980/81/82
- Galerie Sophienstr. 8, Berlin 1983/84
- Galerie argus fotokunst, Berlin 1999
- Willy-Brandt-Haus, Berlin 2023

### Beteiligung an Ausstellungen
- 1982/1983 und 1987/1988: Dresden, Kunstausstellung der DDR
- 1983: Berlin, Ausstellungszentrum am Fernsehturm („9. Fotoschau der DDR“)
- 1984: Berlin, Altes Museum („Alltag und Epoche“)

## Öffentliche Sammlungen mit Werken Steinbergs
- Berlinische Galerie
- Deutsches Historisches Museum (Ankauf 2017)[1]

## Publikationen
- Werner Steinberg (Text), Uwe Steinberg (Bild): Der Schimmel mit den blauen Augen. Verlag Neues Leben, Berlin 1969.
- Uwe Steinberg, Detlef Steinberg (Bilder), Hanns-Jürgen Rusch (Text): Dessau. F.A. Brockhaus Verlag, Leipzig 1977.
- Sonja Brie (Text), Uwe Steinberg (Bild): Die Sphinx wird fliegen. Begegnungen in Ägypten. Greifenverlag, Rudolstadt 1981.
- Hartmut Kohlmetz (Text), Uwe Steinberg (Bild). Kampuchea, hoffnungsvolles Land am Mekong: Fotoausstellung. Solidaritätskomitee der DDR, [Berlin] 1982.
- Bernd Rump (Text), Uwe Steinberg (Bild): Sing-Gedichte. Verlag Neues Leben, Berlin 1983.
- Berlin. Fotografien 1963–1983, herausgegeben von Norbert Bunge und Norbert Moos, Lehmstedt Verlag, Leipzig 2023.